# Layer Marney Tower

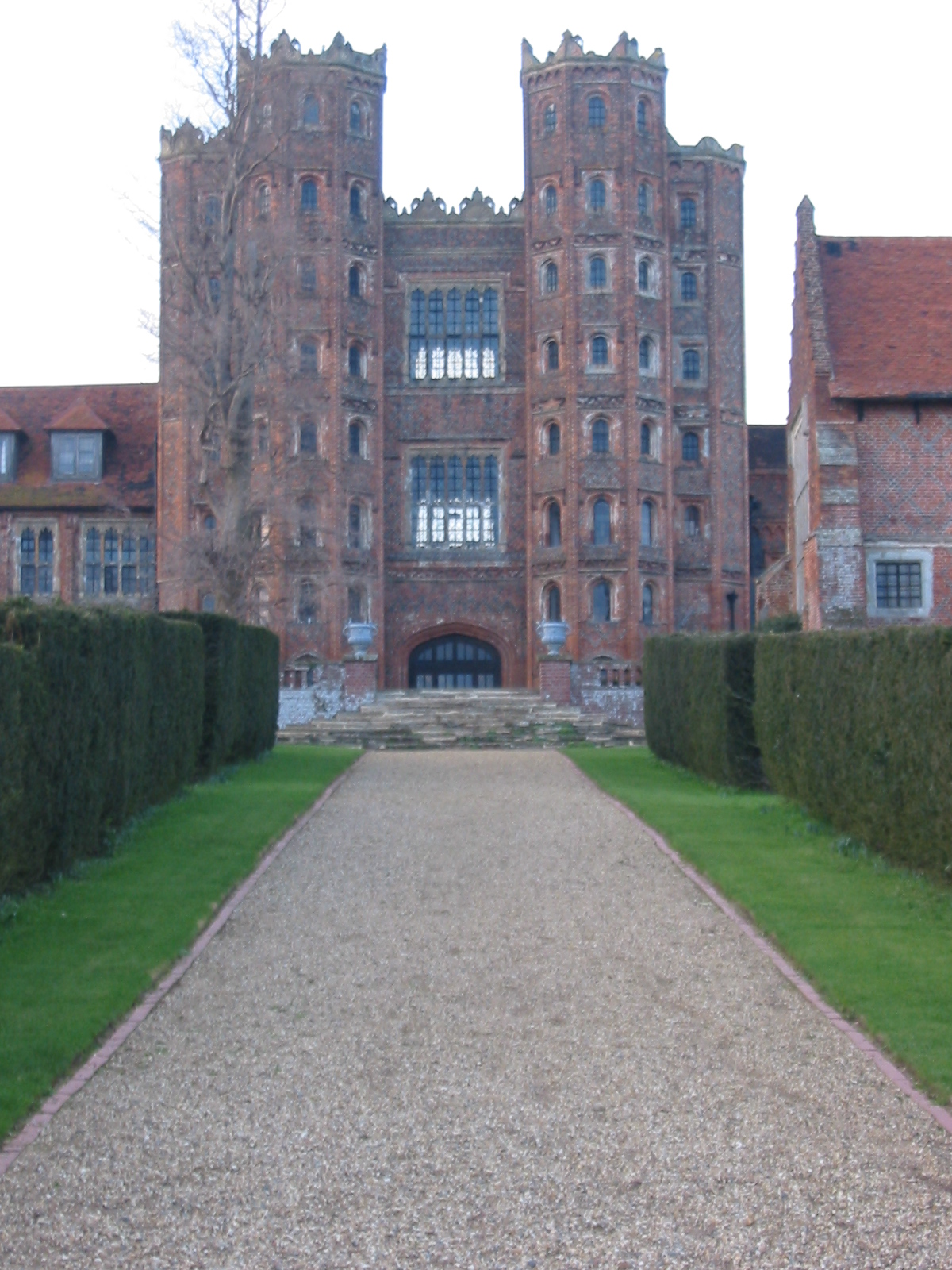
Layer Marney Tower

Layer Marney Tower ist ein britisches Schloss im Tudorstil. Es stammt aus der Zeit um 1520. Es befindet sich in Layer Marney nahe Colchester, Essex.